# Ozola convergens
Ozola convergens là một loài bướm đêm trong họ Geometridae.